# Албул Ольга Ананівна
Ольга Ананівна Албул (нар. 13 грудня 1956, Ужгород) — українська науковиця, славістка, доцент кафедри слов'янської філології імені професора Іларіона Свєнціцького. Впродовж багатьох років викладає в Львівському національному університеті імені Івана Франка. Займається болгаристикою, дослідженням історії та тенденцій розвитку сучасних слов'янських мов.

## Біографія
Ольга Ананівна народилася 13 грудня 1956 року в місті Ужгород, Закарпатської області.
В 1979 випустилася з кафедри славістики Львівського національного університету імені Івана Франка. В 1988 році захистила кандидатську дисертацію на тему «Суспільно-політична лексика сучасної болгарської мови (назви особи)». 24 червня 1999 року вчена рада Львівського національного університету імені Івана Франка присвоїла Ользі Ананівні вчене звання доцента.
Викладає курси: «Основна слов'янська мова (болгарська)», «Історична граматика болгарської мови», «Основи наукових досліджень», «Актуальні проблеми болгарського мовознавства», «Культура болгарської мови», «Новітні тенденції розвитку болгарської мови».
Керує написанням кандидатських дисертацій, студентських кваліфікаційних робіт, науковою роботою студентів, учбовими практиками студентів.
Читала лекції для студентів Софійського університету ім. Климента Охридського (Республіка Болгарія) за програмою викладацької мобільності Еразмус + (квітень 2016 р., травень-червень 2017 р.).

### Науковий керівник кандидатських дисертацій
- Сливинський О. Т. Феномен мовчання в художньому тексті (на матеріалі болгарської прози 60-90-х рр. ХХ ст.). — 2007;
- Гуменна О. І. Лексичні інновації у словацькій літературній мові кінця XX — початку XXI ст. — 2011;
- Костюшко О. М. Тематичні словники у болгарській лексикографії: історія і сучасний стан. — 2012;
- Катачина О. О. Чеська термінологія позначення правопорушень. — 2013.
- Сорока О. Б. Лексичні інновації іншомовного походження у сучасній болгарській мові (кінець ХХ — початок ХХІ століття). — 2019 р.

### Офіційний опонент кандидатських дисертацій
- Журавель В. Б. Фонологические системы белорусского и болгарского литературных языков (Минск, 1990);
- Чмир О. Р. Лексика права у старослов'янській та давньоруській мовах: семантична мотивованість, шляхи концептуалізації (Київ, 2005);
- Огієнко І. С. Дискурсивні слова турецького походження в текстах сучасних болгарських мас-медіа (Київ, 2009).

Учасниця низки міжнародних наукових конференцій в Україні (Львів, Київ, Ужгород, Бердянськ) та за кордоном — Софія (Болгарія, 2013, 2016), Будишин/Бауцен (Німеччина, 2009).
У своєму доробку має понад 60 публікацій (навчальні посібники, наукові статті, доповіді та тези виступів на наукових конференціях, навчально-методичні видання, переклади наукових праць з болгарської та російської мов).
Член редакційної ради альманаху «Болгарська україністика/Българска украинистика» (електронне рецензоване видання Софійського університету ім. Климента Охридського, Республіка Болгарія). Член редколегії збірника «Питання сорабістики = Prašenja sorabistiki» (Львів — Будишин, Німеччина).

## Публікації

### Посібники
- Збірник вправ з фонетики та фонології сучасної болгарської літературної мови. — Львів, 2005. — 72 с.
- Сорока О., Сокіл Б., Албул О. Українсько-болгарський розмовник. — Ужгород: ІВА, 2015. — 220 с.
- Матеріали до вивчення старослов'янської мови/Албул О., Лазор О. — Львів, 2018. — 82 с.

### Вибрані статті
- Суспільно-політична термінологія у сучасній болгарській мові//Проблеми слов'янознавства. — Львів, 1982. — Вип. 25. — С.133–137.
- Назви особи у болгарській суспільно-політичній лексиці // Проблеми слов'янознавства. — Львів, 1984. — Вип.29. — С.85-89.
- Структура багатокомпонентних назв особи у суспільно-політичній лексиці сучасної болгарської мови // Проблеми слов'янознавства. — Львів, 1989. — Вип.39. — С. 98–100.
- Сорабістичні мовні матеріали з архіву К. К. Трофимовича // Питання сорабістики. — Львів: Центр Європи, 1999. — С. 131—137.
- Про необхідність термінологічних уточнень при вивченні курсу «Історична граматика болгарської мови»/Албул О., Федик Л.//Компаративні дослідження слов'янських мов і літератур. — Київ, 1999. — С.92–94.
- Верхньолужицькі власні назви в українському тексті/Лобур Н., Албул О. // Питання сорабістики. — Львів, 2000. — С.52–58.
- Метафоризація назв птахів (на матеріалі української, чеської, серболужицької мов)/Лобур Н., Албул О. // Питання сорабістики. — Львів, 2002. — С.275–285.
- Кличний відмінок у сучасних слов'янських літературних мовах//Studia slovakistica. 4. Українсько-словацькі діалоги. Мовознавство. –Ужгород, 2004. — С. 7-16.
- Граматичне освоєння запозичених іменників у верхньолужицькій, українській та болгарській мовах (на прикладі категорії роду)/Албул О., Сорока О.//Проблеми сорабістики = Prašenija sorabistiki. Десятий Міжнародний сорабістичний семінар.-Львів-Будишин, 2005.-С.175-179.
- Вокатив у лужицьких мовах: перспективні напрямки досліджень // Проблеми сорабістики = Prašenija sorabistiki. ХI Міжнародний сорабістичний семінар.-Львів-Будишин, 2006. — С.221-224.
- Тенденція до аналітизму в сучасній болгарській мові // Вісн. Льв. ун-ту. Сер.філол. Вип. 40. — Част.2. Львів, 2007. — С.113-120.
- Болгарський вокатив: історія і сучасний стан // Компаративні дослідження слов'янських мов і літератур. Вип. 7. — 2007. — С. 3-11.
- Передача слов'янських онімів в українському тексті: норма і сучасна практика //Studia Slovakistica. Вип. 7. — Ужгород, 2007. — С.22-28.
- Неопублікований «Верхньолужицько-польський словник» Яна Александра Заремби: погляд мовознавця/Албул О., Лобур Н.// Zeszyty Łużyckie . 42/2008. — S. 224—232.
- Мовознавчий аналіз рукописного верхньолужицько-польського словника Я. А. Заремби/ Албул О., Лобур Н // Питання сорабістики, 2009. — С. 80-85.
- Відлуння творчості Якуба Барта-Чішинського в Українї (переклади, відгуки, дослідження/ Моторний В., О.Лазор, О.Албул //Якуб Барт- Чішинський в Україні. — Львів, 2009. — С.6-28.
- Тенденція до інтернаціоналізації у болгарській мові у минулому та на сучасному етапі розвитку(фонетико-фонологічний аспект, графіка)/Албул О., Сорока О. // Вісн. Льв. ун-ту. Сер.філол. Вип. 48.- Львів, 2009.- С. 240—246. http://publications.lnu.edu.ua/bulletins/index.php/philology/article/view/3400/3435
- Славістика у Львівському національному університеті імені Івана Франка (історія, сучасний стан та перспективи розвитку)/ Албул О. А., Лобур Н.В // Компаративні дослідження слов'янських мов і літератур. Пам'яті академіка Леоніда Булаховського. Збірник наукових праць. — Київ, 2009.– Спеціальний випуск — С. 3-10.
- Поняття мовна мода як соціо- й лінгвокультурна категорія//Мова і суспільство. Випуск 1.– Львівський національний університет імені Івана Франка, 2010. — С.21-30. http://publications.lnu.edu.ua/collections/index.php/ls/article/view/1680/1727
- Болгарський вокатив і мовна мода//Болгарський щорічник.- Т.УІІ. — К., 2011. — С.159-168.
- Motornyj V., O. Lazor, O. Albul. Die Rezeptiondes Werks von Jakub Bart- Ćišinski in der Ukraine/Volodymyr Motornyj, Oksana Lazor, Ol'ha Albul / Jakub Bart- Ćišinski. Erneuerer der sorbischen Literatur. Sammelband der internationalen Konferenz zum 100. Todestag des Dichters, Bautzen und Panschwitz-Kuckau, 15-17.10.2009. Dietrich Scholze. Franc Schön (Hgg). Schriften des Sorbischen Instituts. Domowina-Verlag, Bautzen, 2011. — S. 309—324.
- Українська мова в дослідженнях науковців кафедри слов'янської філології Львівського університету [Електронний ресурс ]/ Олга Албул, Оксана Лазор// Българска украинистика. — № 1.– 2012. — С.62-71 — Режим доступу: http://www.bgukrainistika.com/widgets/Filemanager/uploads/anon/ALMANAH_2012_1.pdf
- Костянтин Трофимович і львівська сорабістика/Людмила Васильєва, Ольга Албул//Питання сорабістики: матеріали XIV Міжнародного сорабістичного семінару (4-5 жовтня 2013 р.). Т.8 /за ред. А.Татаренко, Д.Шольце-Шолти. — Львів; Будишин, 2015. — С. 146—158.
- Наслідки іншомовних впливів у болгарській мові (фонологічний аспект)/ Албул О., Сорока О. // Българска украинистика. — Бр.5 — София, 2015. — С. 48-53. http://www.bgukrainistika.com/widgets/Filemanager/uploads/anon/Almanah_5.pdf
- Bułgarsko-polskie paralele w rozwoju systemu fonetycznego — wymowa spółgłoski [ł]/ Ałbuł O., Soroka O. //Zielonogórskie seminaria językoznawcze 2015. Kontakty językowe w komunikowaniu/ Redakcja naukowa Magdalena Steciąg, Magdalena Adamczyk, Marek Biszczanik. — Zielona Góra, 2016. — S.149-155.
- Досвід вивчення політичної комунікації в Болгарії: Центр аналізу політичного і журналістського мовлення // Мова і суспільство. 2016. Випуск 7. С. 108—116. (Індекс Копернікус) http://sociolinguistics.lnu.edu.ua/ua/issues/07/11.pdf
- Проникнення чужої графіки у болгарський друкований текст (кінець ХХ–початок ХХІ ст.)/ Албул О., Сорока О. // Проблеми слов'янознавства. 2016. Випуск 65. С.240–245.Онлайн
- Албул О. Поняття мовна мода як соціо- й лінгвокультурна категорія / О. Албул // Українська мова і література в школі: Науково-методичний журнал. — 2016. — N 6. — С. 22-26.
- Львівська славістика в загальноєвропейському контексті/ Лобур Н., Албул О. //Компаративні дослідження слов'янських мов і літератур. Пам'яті академіка Л. А. Булаховського. — Київ: Освіта України, 2017. — С.3-11.
- Слов'янська ідентичність в українських перекладах та чинний Український правопис і його нова редакція (власні назви)/ О. Албул, Н. Лобур //Алманах «Българска украинистика» (електронне видання). — Брой 8, София, 2019, с.8-15. http://www.bgukrainistika.com/widgets/Filemanager/uploads/anon/Al_8.pdf